# Faltenbogen südlich Döbern
Faltenbogen südlich Döbern este o arie protejată (arie specială de conservare — SAC, sit de importanță comunitară — SCI) din Germania întinsă pe o suprafață de 93,32 ha, integral pe uscat.

## Localizare
Centrul sitului Faltenbogen südlich Döbern este situat la coordonatele 51°36′21″N 14°36′03″E / 51.6058°N 14.6008°E.

## Înființare
Situl Faltenbogen südlich Döbern a fost declarat sit de importanță comunitară în februarie 1999 pentru a proteja 6 specii de animale. Situl a fost protejat și ca arie specială de conservare în octombrie 1992.

## Biodiversitate
Situată în ecoregiunea continentală, aria protejată conține 2 habitate naturale: Ape stătătoare oligotrofe până la mezotrofe, cu vegetație de Littorelletea uniflorae și/sau de Isoëto-Nanojuncetea, Lacuri eutrofice naturale cu vegetație de tip Magnopotamion sau Hydrocharition.
La baza desemnării sitului se află mai multe specii protejate:
- păsări (5): pescăruș albastru (Alcedo atthis), Bucephala clangula, ciocănitoarea de stejar (Dendrocopos medius), sfrâncioc roșiatic (Lanius collurio), pupăză (Upupa epops)
- mamifere (1): vidră de râu (Lutra lutra)

Pe lângă speciile protejate, pe teritoriul sitului au mai fost identificate 14 specii de plante, 2 specii de amfibieni, 2 specii de nevertebrate, 1 specie de reptile.